# Vilar de Ossos
Vilar de Ossos es una freguesia portuguesa del municipio de Vinhais, con 16,35 km² de superficie y 344 habitantes (2001). Su densidad de población es de 21,0 hab/km².